# 森永卓郎ジャーナル
『森永卓郎ジャーナル』（もりながたくろうジャーナル）は、2012年4月から2025年3月まで放送されていた経済をテーマにしたコラム・教養番組・情報番組である。局により『森卓のいま知り』（もりたくのいましり）と改題しているが、内容・趣旨は全く同じものである。
同番組は経済評論家・世相アナリストとして知られる森永卓郎が、国内外の最新の政治・経済などの動向について、わかりやすく分析・解説を加える。
パーソナリティの森永は2025年1月28日に逝去したが、生前に録りためていた分は引き続き放送された。

## ネット局
2025年1月現在
『森卓のいま知り』名義
- 静岡放送（土曜 17:50-18:00）※2025年3月1日放送分を以て終了。
- 山口放送（月-金曜 6:55-7:00）※2025年3月7日放送分を以て終了。
- 四国放送（水曜 18:30-18:45）※2025年3月5日放送分を以て終了。

## 過去のネット局
『森永卓郎ジャーナル』名義
- 西日本放送ラジオ（月-金曜 11:10-11:15）(2024年3月29日までは月-金曜の6:30-6:36までで単独番組だったが2024年4月1日からは11:10-11:15に移動し同時に「さわやかラジオ·ラフレッシュ」の内包番組に移行したが、年内に終了している)

『森卓のいま知り』名義
- 宮崎放送（土曜 5:20-5:30）